# Metazygia pimentel
Metazygia pimentel är en spindelart som beskrevs av Levi 1995. Metazygia pimentel ingår i släktet Metazygia och familjen hjulspindlar. Inga underarter finns listade i Catalogue of Life.